# Giuseppe Piazzi
Giuseppe Piazzi (US: /ˈpjɑːtsi/ PYAHT-see, tiếng Ý: [dʒuˈzɛppe ˈpjattsi]; 16 tháng 7 năm 1746 - 22 tháng 7 năm 1826) là một linh mục Công giáo người Ý thuộc dòng Theatine, nhà toán học và nhà thiên văn học. Ông đã thành lập một đài thiên văn tại Palermo, nay là Đài quan sát Astronomico di Palermo - Giuseppe S. Vaiana. Khám phá nổi tiếng nhất của ông là phát hiện ra hành tinh lùn đầu tiên, Ceres.

## Sinh thời
Việc giáo dục khoa học của Piazzi không được ghi chép trong bất kì tài liệu hay tiểu sử nào của nhà thiên văn học này, kể cả những cuốn tiểu sử lâu đời nhất. Ta chỉ biết chắc chắn Piazzi có thực hiện nghiên cứu ở Torino, và nhiều khả năng đã tham dự các buổi diễn giảng của Giovan Battista Beccaria. Trong những năm 1768–1770, ông sống ở tu viện dòng Theatine ở S. Andrea della Valle, Roma, trong khi đang học đại học chuyên ngành Toán học dưới thời François Jacquier.
Vào tháng 12 năm 1773, ông chuyển đến Ravenna với tư cách là "prefetto degli studenti" và là giảng viên Triết học và Toán học tại Collegio dei Nobili, rồi sống ở đó đến đầu năm 1779. Sau một thời gian ngắn ở Cremona và Roma, vào tháng 3 năm 1781 Piazzi chuyển đến Palermo với tư cách là giáo sư Toán học cao cấp tại Đại học Palermo (lúc bấy giờ được gọi là "Học viện de 'Regj Studi").
Ông giữ chức vụ này đến ngày 19 tháng 1 năm 1787 rồi trở thành Giáo sư Thiên văn học. Đồng thời, ông dành hai năm ở Paris và London để trải qua một số khóa đào tạo nghiệp vụ về thiên văn học cũng như để có được một số dụng cụ được chế tạo đặc biệt dành riêng cho Đài thiên văn Palermo, nơi ông phụ trách.
Trong khoảng thời gian ở nước ngoài, từ ngày 13 tháng 3 năm 1787 cho đến cuối năm 1789, Piazzi đã làm quen với các nhà thiên văn học lớn của Pháp và Anh lúc bấy giờ. Cũng trong khoảng thời gian này, ông đã có được ống ngắm altazimuthal nổi tiếng do Jesse Ramsden, một trong những thợ chế tạo dụng cụ lành nghề nhất thế kỷ 18. Đây là công cụ quan trọng nhất của Đài thiên văn Palermo, được thành lập chính thức vào ngày 1 tháng 7 năm 1790.
Năm 1817, Vua Ferdinand giao Piazzi phụ trách việc hoàn thành Đài quan sát Capodimonte (Napoli), giao cho ông chức vụ Tổng Giám đốc Đài quan sát Naples và Sicily.

## Sự nghiệp thiên văn học

### Danh mục sao
Ông là người giám sát việc biên soạn các Catalogue Palermo viết về các sao, bao gồm danh mục sao với 7.646 sao có độ chính xác cao chưa từng thấy, trong đó bao gồm sao "Mu Cephei" do Herschel quan sát, và Rotanev và Sualocin. Việc quan sát đã được thực hiện một cách bài bản. Danh mục này vẫn chưa được hoàn thiện cho đến năm 1803, khi danh mục này được xuất bản lần đầu. Danh mục này được xuất bản lần thứ hai vào năm 1814.
Với sự thành công trong việc khám phá Ceres (xem bên dưới), và hoàn thiện danh mục sao, Piazzi đã nghiên cứu quỹ đạo của các sao để tìm ra các sao thích hợp để đo thị sai. Trong số đó, 61 Cygni, là hệ sao đặc biệt thích hợp để đo thị sai, công việc sau này được Friedrich Wilhelm Bessel thực hiện. Hệ sao 61 Cygni đôi khi vẫn được gọi với cái tên khác nhau là Sao bay Piazzi và Sao Bessel.

### Hành tinh lùn Ceres

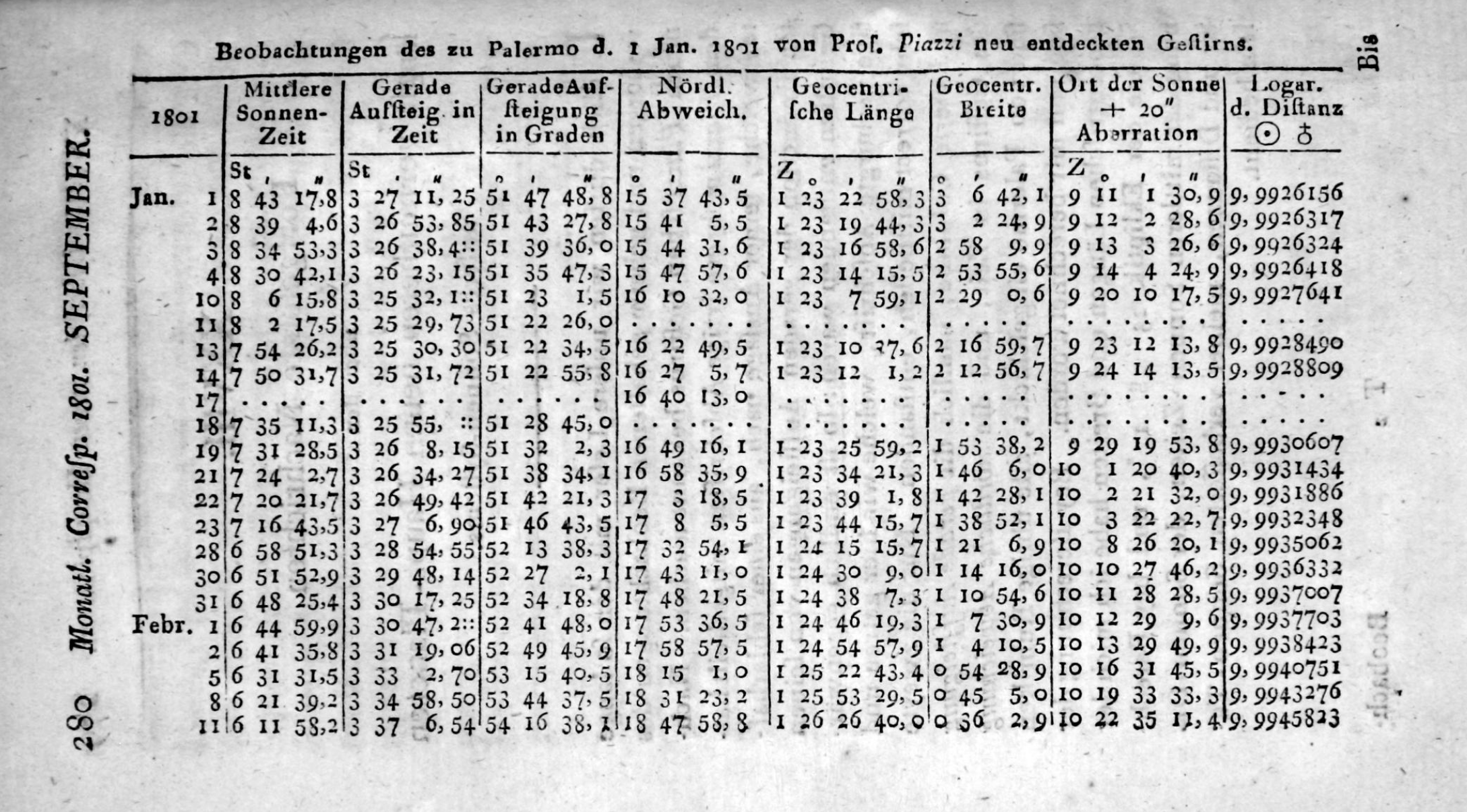
Các quan sát của Piazzi được công bố trên Monatliche Correspondenz, tháng 9 năm 1801

Piazzi đã phát hiện ra tiểu hành tinh đầu tiên, Ceres. Vào ngày 1 tháng 1 năm 1801, Piazzi đã phát hiện ra một "vật thể sao" di chuyển trên nền của các ngôi sao. Ban đầu, ông nghĩ đó là một ngôi sao cố định, nhưng khi nhận thấy nó chuyển động, ông tin rằng đó là một hành tinh, hay như cách gọi của ông, "một ngôi sao mới".

Ông viết trong nhật ký rằng:
Ánh sáng hơi mờ và có màu giống Sao Mộc, tương tự như nhiều ánh sáng khác và có độ lớn biểu kiến đứng thứ tám. Vì vậy, tôi không nghi ngờ gì về việc nó không phải là một ngôi sao cố định. Vào buổi tối ngày thứ hai, tôi lặp lại các quan sát của mình, và nhận thấy rằng nó không tương ứng về thời gian hoặc khoảng cách từ thiên đỉnh với quan sát trước đây, tôi bắt đầu nghi ngờ về độ chính xác của nó. Sau đó tôi đã nghi ngờ rất nhiều rằng nó có thể là một ngôi sao mới. Buổi tối thứ ba, sự nghi ngờ của tôi đã được chuyển thành sự chắc chắn, được đảm bảo rằng nó không phải là một ngôi sao cố định. Tuy nhiên, trước khi tôi công bố nó, tôi đã đợi cho đến tối thứ tư, và tôi đã hài lòng khi thấy nó đã di chuyển với tốc độ như những ngày trước đó.

Bất chấp giả định rằng đó là một hành tinh, ông đã bảo thủ và tuyên bố nó là một sao chổi. Trong một bức thư gửi cho nhà thiên văn học Barnaba Oriani ở Milan, ông đã khẳng định những nghi ngờ của mình bằng một văn bản:
Tôi đã tuyên bố ngôi sao này là một sao chổi, nhưng vì nó không đi kèm với bất kỳ tinh vân nào và hơn nữa, vì chuyển động của nó rất chậm và khá đều, tôi đã nhiều lần nghĩ rằng nó có thể là một thứ gì đó hơn là một sao chổi. Nhưng tôi đã cẩn thận để không đưa giả thuyết này ra công chúng.

Ông không thể quan sát nó đủ lâu vì nó sớm biến mất trong ánh sáng Mặt trời. Không thể tính quỹ đạo của nó bằng các phương pháp hiện có, nhà toán học Carl Friedrich Gauss đã phát triển một phương pháp xác định quỹ đạo mới cho phép các nhà thiên văn tìm ra nó. Sau khi quỹ đạo của nó được xác định, rõ ràng giả thiết của Piazzi là đúng và vật thể này không phải là một sao chổi mà giống một hành tinh nhỏ hơn. Ceres cũng nằm ở vị trí gần như chính xác với vị trí mà định luật Titius-Bode dự đoán.
Piazzi đặt tên cho hành tinh mới phát hiện được là "Ceres Ferdinandea" theo tên nữ thần Hy Lạp Ceres – nữ thần của cây cỏ, mùa màng và tình mẫu tử của người La Mã và Sicilia, cũng như tên Vua Ferdinand IV của Napoli và Sicilia. Phần tên "Ferdinandea" sau đó đã bị loại bỏ vì lý do chính trị. Ceres hóa ra là tiểu hành tinh đầu tiên và lớn nhất trong số các tiểu hành tinh tồn tại trong vành đai tiểu hành tinh. Ceres ngày nay được gọi là hành tinh lùn.

## Vinh dự sau khi ông mất
Tên của nhà thiên văn học Ý Charles Piazzi Smyth - con trai của nhà thiên văn học William Henry Smyth, đã được đặt tên theo tên ông để vinh danh. Năm 1871, một bức tượng tưởng niệm Piazzi do Costantino Corti điêu khắc đã được dành riêng tại quảng trường chính của Ponte, cũng chính nơi sinh của ông. Năm 1923, tiểu hành tinh thứ 1000 được đánh số được đặt tên là 1000 Piazzia để vinh danh ông. Hố va chạm Piazzi được đặt theo tên ông vào năm 1935. Gần đây hơn, một đặc điểm suất phản chiếu lớn, có thể là một hố va chạm, được chụp bởi Kính viễn vọng Không gian Hubble trên Ceres, đã được đặt tên chính thức là Piazzi.